# Giovanni Tegano
Giovanni Tegano (Reggio Calabria, 8 novembre 1939 – Milano, 7 luglio 2021) è stato un mafioso italiano.
Era il capo dell'omonima cosca della 'Ndrangheta, nonché capo-locale di Archi.
Della 'ndrina, proveniente dal quartiere Archi di Reggio Calabria, fanno parte anche i suoi fratelli Pasquale e Giuseppe.

## Ruolo
Raggiunge i vertici della 'ndrangheta reggina, e avrà il ruolo di capo-locale di Archi fino al suo arresto nel 2010. Verrà sostituito da suo nipote, nonché cognato di Orazio De Stefano.

## Condanna e latitanza
È stato condannato all'ergastolo per omicidio e associazione a delinquere di tipo mafioso. Latitante dal 1993, è stato incluso nell'elenco dei 30 più ricercati d'Italia. 
Suo fratello Pasquale Tegano, ricercato dal 1994, fu arrestato il 6 agosto 2004.

## Arresto
È stato arrestato il 26 aprile 2010 a Reggio Calabria, in località Terreti insieme ad altre 5 persone. A seguito del suo arresto dinanzi alla Questura di Reggio Calabria una donna gridò Tegano è uomo di pace, nel 2011 il pentito Nino Lo Giudice svela il perché di quella frase sostenendo che durante la sua latitanza Tegano d'accordo con Pasquale Condello avrebbe mandato delle imbasciate nelle carceri per evitare frizioni all'interno delle 'ndrine e per affiliare poca gente ma che potesse garantire la pace, il tutto per far sì che la 'ndrangheta potesse operare indisturbata lontano dagli occhi dell'opinione pubblica e degli organi investigativi. Qualche giorno dopo, sempre dinanzi alla Questura di Reggio Calabria, alcuni giovani reggini insieme a molti cittadini esposero uno striscione con la scritta "i veri uomini di pace siete voi" riferito ai poliziotti della Questura di Reggio Calabria in segno di ringraziamento.
È morto il 7 luglio 2021 all'età di 82 anni mentre si trovava rinchiuso al 41 bis nel carcere di Opera.

## Indagato per l'omicidio Scopelliti
- Il 21 marzo 2019 il procuratore Giuseppe Lombardo riapre l'inchiesta sull'omicidio di Antonino Scopelliti e risulta tra gli indagati insieme a Santo Araniti, Pasquale Bertuca, Vincenzo Bertuca, Giorgio De Stefano, Gino Molinetti, Antonino Pesce, Giuseppe Piromalli, Pasquale Tegano e Vincenzo Zito[9].